# Yafran
Yafran (arabiska: شعبية يفرن) är en ort i Libyen.   Den ligger i distriktet Al Jabal al Gharbi, i den nordvästra delen av landet, 110 km sydväst om huvudstaden Tripoli. Yafran ligger 681 meter över havet och antalet invånare är 67 638.
Terrängen runt Yafran är kuperad åt nordväst, men åt sydost är den platt. Runt Yafran är det glesbefolkat, med 11 invånare per kvadratkilometer. Det finns inga andra samhällen i närheten. Trakten runt Yafran är ofruktbar med lite eller ingen växtlighet.